# Cyril Burt
Sir Cyril Lodowic Burt, britanski psiholog, * 3. marec 1883, London, Združeno kraljestvo, † 10. oktober 1971, London.
Prispeval je več izboljšav s področja pedagoške psihologije in statistike. Burt je najbolj poznan po ponarejanju podatkov v študiji o dednosti inteligentnosti.